# グッドルーザー
グッドルーザー（GOOD LOSER）は、日本の興行会社。Krushを始めとするキックボクシングイベントの主催及び運営を主たる業務とする。

## 概要
Krushは当初、全日本キックボクシング連盟主催で開催されていたが、当時の代表が不祥事を起こしたため全日本キックは2009年7月を以って活動停止。
その後、Krush2大会を実行委員会主催、FEG及び全日本新空手道連盟協力の下予定通り行い、8月14日に全日本キック代表代行だった宮田充が連盟を離脱し新会社を設立、それがグッドルーザーである。事務所はヒューマックスパビリオン内の新宿FACEと同じフロアに入居した。
以降、Krush興行はこのグッドルーザーが主催に当たっている。
2013年10月21日、事務所を南青山に移転。
2014年より「K-1 WORLD GP IN JAPAN」「KICKBOXING ZONE」の大会運営にも当たっている。
2018年7月17日、事務所を現在地に移転。
2020年6月、同月付で宮田が代表取締役およびK-1 JAPAN GROUPの役職を辞任。

## イベント
主催
- Krush

運営
- K-1（実行委員会主催、M-1スポーツメディア企画、制作）
  - K-1 WORLD GP JAPAN（プロ）
  - K-1 CHALLENGE（アマチュア）
  - K-1甲子園（高校生）
  - K-1カレッジ（大学生）
- KICKBOXING ZONE（FIGHTLING GLOBE主催）